# Bulbophyllum thrixspermiflorum
Bulbophyllum thrixspermiflorum là một loài phong lan thuộc chi Bulbophyllum.